# Pseudotransept

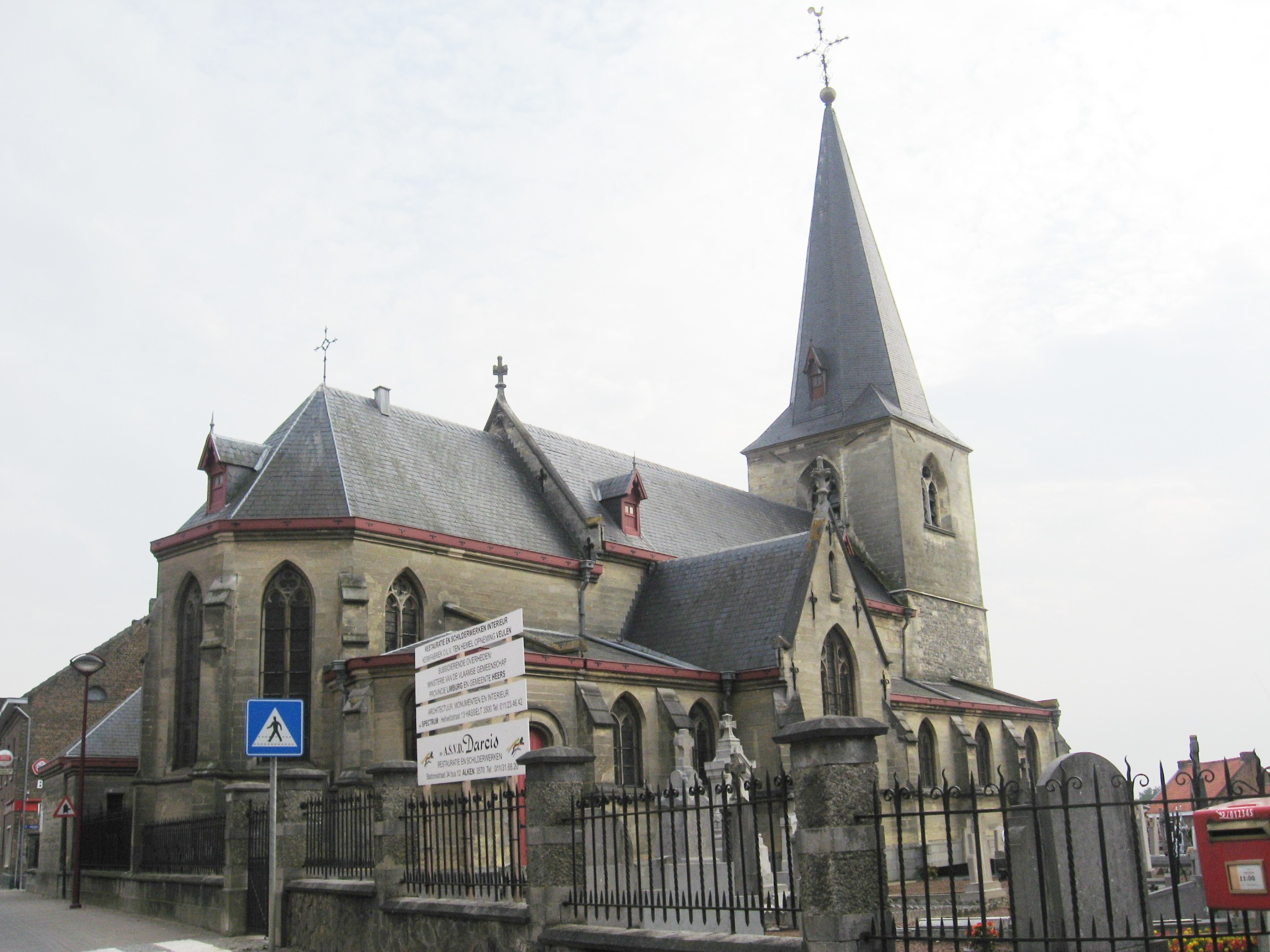
De Onze-Lieve-Vrouw-Tenhemelopnemingskerk in Veulen met zijn naar rechts uitstekende dwarsarm van het pseudo-transept

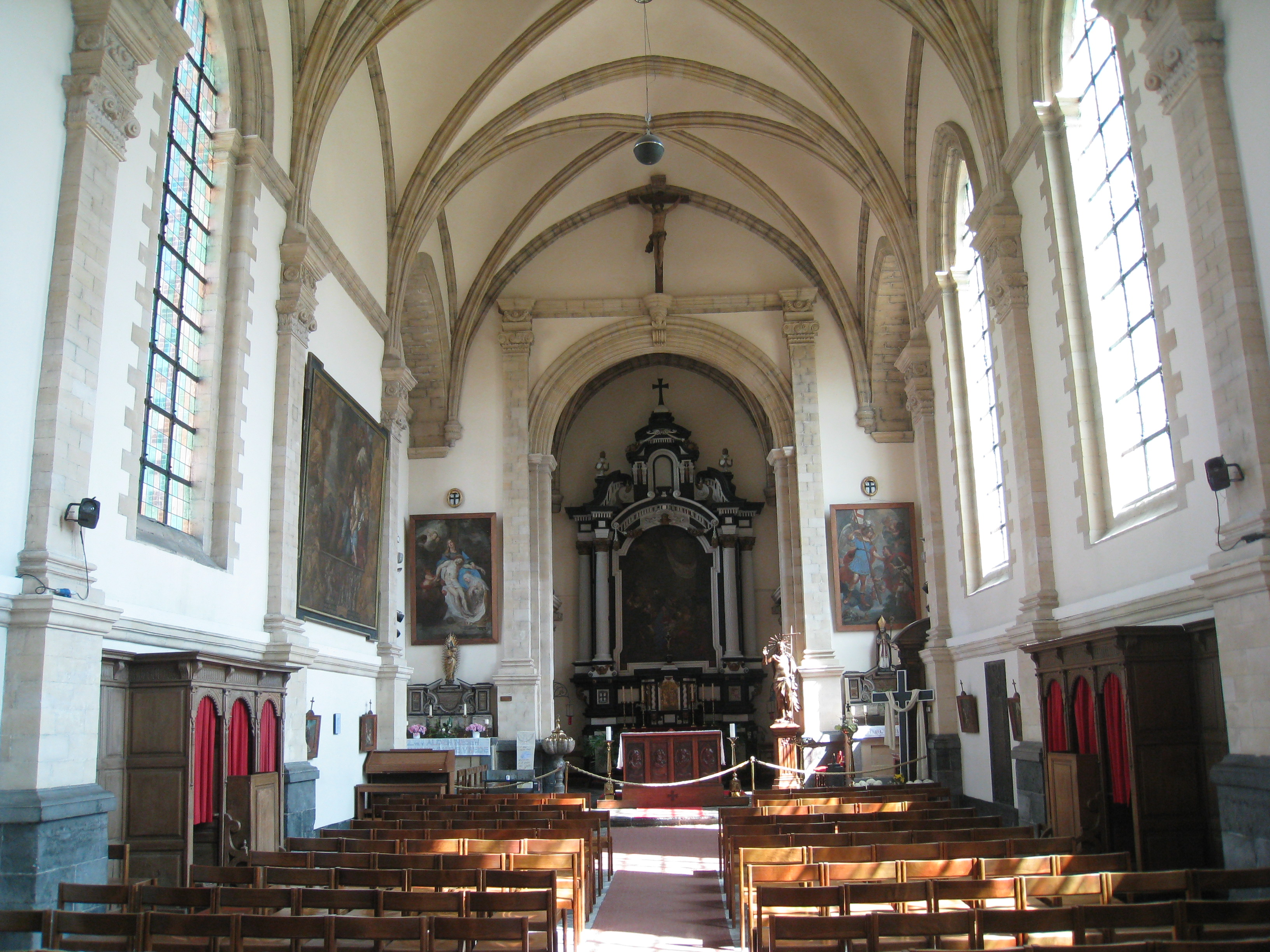
Schijntransept in kerk Alden Biesen

Een pseudotransept, ook genoemd schijntransept, is onder meer een transept-vorm waarbij het dwarsschip van een kerk niet aansluit op de viering. Eveneens is het een constructie met gordelbogen die een schijnaanzet geeft van een dwarsschip.

## Toelichting
Bij een gewoon transept worden de dwarsarmen net zo hoog opgetrokken als het middenschip zelf en vormen ze samen met elkaar het kruis van een kruisbasiliek.
Het achterliggend idee voor deze bouwwijze  kwam voort uit een technisch probleem toen men romaanse kerkgebouwen steeds hoger bouwde. Samen met de gewenste gewelven zorgde dat voor naar buiten drukkende krachten van de gevels van de lichtbeuk. Deze dwarse krachten ving men op door de dwars op de zijgevel van de lichtbeuk staande muren van het pseudotransept.
Een pseudotransept zorgt ook voor een optische vergroting van het viering zoals in de kerk van Alden Biesen.